# Serville (Eure i Loir)
Serville és un municipi francès, situat al departament de l'Eure i Loir i a la regió de Centre – Vall del Loira. L'any 2007 tenia 358 habitants.

## Demografia

### Població
El 2007 la població de fet de Serville era de 358 persones. Hi havia 124 famílies, de les quals 20 eren unipersonals (12 homes vivint sols i 8 dones vivint soles), 36 parelles sense fills, 56 parelles amb fills i 12 famílies monoparentals amb fills.
La població ha evolucionat segons el següent gràfic:
Habitants censats

### Habitatges
El 2007 hi havia 140 habitatges, 125 eren l'habitatge principal de la família, 8 eren segones residències i 7 estaven desocupats. Tots els 140 habitatges eren cases. Dels 125 habitatges principals, 109 estaven ocupats pels seus propietaris, 14 estaven llogats i ocupats pels llogaters i 2 estaven cedits a títol gratuït; 1 tenia una cambra, 6 en tenien dues, 25 en tenien tres, 26 en tenien quatre i 66 en tenien cinc o més. 119 habitatges disposaven pel capbaix d'una plaça de pàrquing. A 48 habitatges hi havia un automòbil i a 71 n'hi havia dos o més.

### Piràmide de població
La piràmide de població per edats i sexe el 2009 era:
| Homes | Edats   | Dones |
| ----- | ------- | ----- |
| 0     | 95 o +  | 0     |
| 0     | 90 a 94 | 0     |
| 0     | 85 a 89 | 0     |
| 0     | 80 a 84 | 0     |
| 4     | 75 a 79 | 4     |
| 4     | 70 a 74 | 0     |
| 0     | 65 a 69 | 0     |
| 8     | 60 a 64 | 0     |
| 8     | 55 a 59 | 16    |
| 20    | 50 a 54 | 16    |
| 12    | 45 a 49 | 12    |
| 8     | 40 a 44 | 20    |
| 16    | 35 a 39 | 8     |
| 12    | 30 a 34 | 4     |
| 8     | 25 a 29 | 12    |
| 12    | 20 a 24 | 0     |
| 16    | 15 a 19 | 4     |
| 8     | 10 a 14 | 8     |
| 4     | 5 a 9   | 8     |
| 12    | 0 a 4   | 4     |

## Economia
El 2007 la població en edat de treballar era de 253 persones, 202 eren actives i 51 eren inactives. De les 202 persones actives 186 estaven ocupades (100 homes i 86 dones) i 16 estaven aturades (10 homes i 6 dones). De les 51 persones inactives 15 estaven jubilades, 28 estaven estudiant i 8 estaven classificades com a «altres inactius».

### Ingressos
El 2009 a Serville hi havia 127 unitats fiscals que integraven 358 persones, la mediana anual d'ingressos fiscals per persona era de 20.109 €.

### Activitats econòmiques
Dels 8 establiments que hi havia el 2007, 2 eren d'empreses de fabricació de material elèctric, 1 d'una empresa de construcció, 1 d'una empresa de comerç i reparació d'automòbils, 1 d'una empresa d'hostatgeria i restauració, 1 d'una empresa financera, 1 d'una empresa de serveis i 1 d'una empresa classificada com a «altres activitats de serveis».
Dels 2 establiments de servei als particulars que hi havia el 2009, 1 era un electricista i 1 restaurant.
L'any 2000 a Serville hi havia 7 explotacions agrícoles.

## Equipaments sanitaris i escolars
El 2009 hi havia una escola elemental integrada dins d'un grup escolar amb les comunes properes formant una escola dispersa.

## Poblacions més properes
El següent diagrama mostra les poblacions més properes.